# Виадук долины Уз
Виадук долины Уз (англ. Ouse Valley Viaduct) — кирпичный арочный железнодорожный виадук, расположенный в районе Мид-Суссекс, графство Западный Суссекс, Англия. Находится между городом Хейвардс-Хит на юге и деревней Балкомб на севере.
Сооружён в 1841 году. Длина виадука составляет 450 метров, высота — 29,5 метров, ширина — 8,7 метров, он состоит из 37 арочных пролётов, каждый длиной по 10,7 метров, на концах моста расположены по четыре декоративные беседки в итальянском стиле. Архитекторами «возможно, самого элегантного виадука в Британии» выступили Джон Арпет Рэстрик, один из первых конструкторов паровых локомотивов в Англии, и архитектор Дэвид Мокатта.
На строительство виадука потребовалось 11 миллионов голландских кирпичей, которые доставляли по реке Уз. Стоимость конструкции составила 38 500 фунтов стерлингов, что в ценах 2015 года составляет более 3,6 миллионов фунтов. Строительство виадука было окончено в марте 1841 года, и через четыре месяца он был открыт.
Сооружение включено в британский Список зданий специального архитектурного или исторического интереса (англ. Listed building). В 1996 году виадук был отреставрирован на средства Фонда железнодорожного наследия и Комиссии по историческим зданиям и памятникам Англии. Недостающие кирпичи были доставлены из Франции.
Ныне виадук не электрифицирован, но функционирует в полном объёме, пропуская около 110 поездов линии англ. Brighton Main Line в сутки.

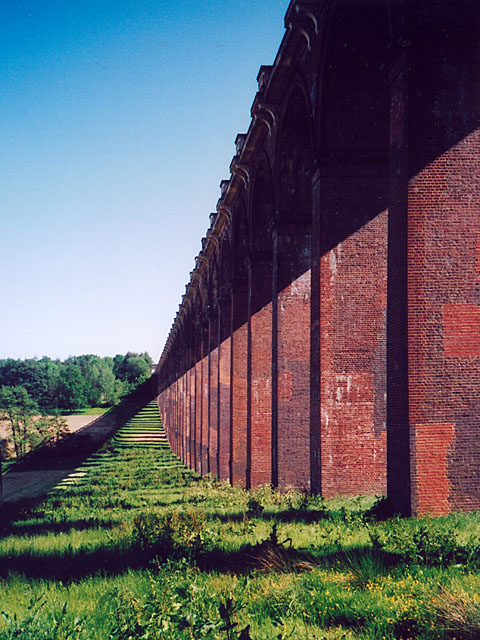
Под виадуком
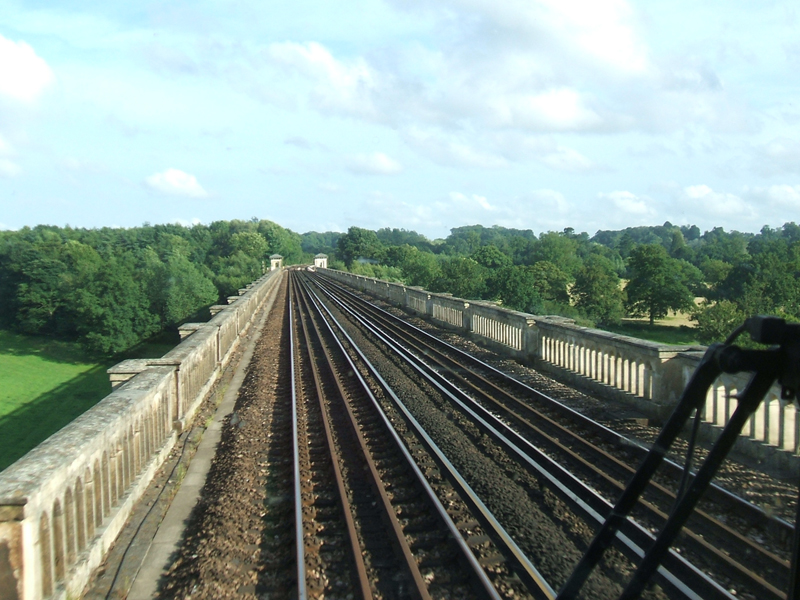
На виадуке
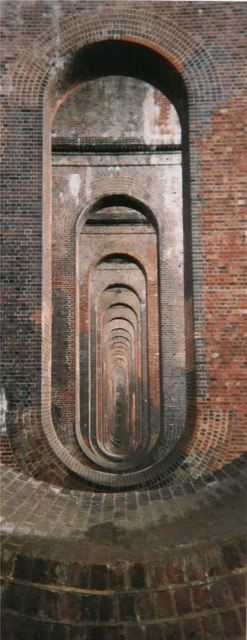
Вид сквозь арки виадука